# Gitara dwunastostrunowa

Strojenie gitary 12-strunowej

Gitara dwunastostrunowa – gitara, w której zamiast tradycyjnych sześciu występuje dwanaście strun (każda struna jest zdwojona). Wszystkie struny są strojone unisono, przy czym dwie najwyższe w interwale prymy, a pozostałe w interwale oktawy: E-e, A-a, d-d1, g-g1, h-h, e1-e1 (inny zapis wysokości dźwięków: E3-E2, A3-A2, D4-D3, G4-G3, B3-B3, E4-E4).